# Simon Möller
Simon Möller, född 2 juli 2000 i Lübeck i Tyskland, är en svensk handbollsmålvakt som spelar för Fenix Toulouse HB och det svenska landslaget.

## Karriär
Simon Möllers moderklubb är IK Sävehof, och han har spelat i A-laget sedan 2017. Med Sävehof har han varit med och blivit Svensk mästare tre gånger, 2019, 2021 och 2024. Han var med och blev Svensk cupmästare 2022. Säsongerna 2022/2023 och 2023/2024 blev han uttagen i Handbollsligans All-Star Team som bästa målvakt. 2023/2024 blev han även utsedd till MVP.
Han har spelat för Sveriges ungdomslandslag, och var med och tog guld i U18-EM 2018. Möller blev uttagen till EM 2024, och gjorde sin landslagsdebut 5 januari 2024 i landskamp mot Japan inför mästerskapet.

## Meriter
Klubblag
- SM-Guld 2019, 2021 och 2024 med IK Sävehof
- Svensk cupmästare 2022 med IK Sävehof

Individuella utmärkelser
- All-Star Team Handbollsligan 2022/2023[5] och 2023/2024[6]
- MVP Handbollsligan 2023/2024[7]

## Privat
Han är äldre bror till handbollsspelaren Felix Möller, och son till tidigare handbollsspelaren Peter Möller. Han är född i Tyskland då hans far spelade handboll där.